# Glaucopsyche paphos
Glaucopsyche paphos är en fjärilsart som beskrevs av Chapman 1920. Glaucopsyche paphos ingår i släktet Glaucopsyche och familjen juvelvingar. IUCN kategoriserar arten globalt som livskraftig. Inga underarter finns listade i Catalogue of Life.